# Liste des communes françaises de l'Ain ayant changé de nom au cours de la Révolution
Pour un article plus général, voir Liste des communes françaises ayant changé de nom au cours de la Révolution.
Cet article présente la liste des communes françaises de l'Ain ayant changé de nom au cours de la Révolution.

## Ain
Les noms des communes qui ont conservé leur nom révolutionnaire sont surlignés en bleu ciel.
| Commune                                                  | Nom révolutionnaire                            | Notice Ehess-Cassini |
| -------------------------------------------------------- | ---------------------------------------------- | -------------------- |
| Bâgé-la-Ville                                            | Bâgé-de-l'Ain                                  | no 2354              |
| Bâgé-le-Châtel                                           | Bâgé-la-Campagne                               | no 2355              |
| Belley                                                   | Belley-Regénéré                                | no 3569              |
| Belley                                                   | Ville-Affranchie                               | no 3569              |
| Bourg-en-Bresse                                          | Bledvin                                        | no 5260              |
| Bourg-en-Bresse                                          | Bourg-Épuré                                    | no 5260              |
| Bourg-en-Bresse                                          | Bourg-Régénéré                                 | no 5260              |
| Bourg-en-Bresse                                          | Commune-Affranchie                             | no 5260              |
| Bourg-en-Bresse                                          | Commune-Neuve (ou Commune-Nouvelle)            | no 5260              |
| Bourg-en-Bresse                                          | Épi-d'Ain                                      | no 5260              |
| Bourg-en-Bresse                                          | Épi-d'Or (ou Épidor)                           | no 5260              |
| Bourg-en-Bresse                                          | Épy-d'Ain (ou Épi-d'Ain)                       | no 5260              |
| Bourg-Saint-Christophe                                   | Bourg-sans-Fontaine                            | no 5321              |
| La Chapelle-du-Châtelard                                 | Beaumont-sur-Chalaronne                        | no 31274             |
| Châtillon-en-Michaille                                   | Montrond                                       | no 8820              |
| Châtillon-les-Dombes                                     | Châtillon-sur-Chalaronne                       | no 8831              |
| Coligny                                                  | Beaucoteau                                     | no 9855              |
| Coligny                                                  | Coteau                                         | no 9855              |
| Coligny                                                  | Nant-Coteau                                    | no 9855              |
| Collonges                                                | Collonges-Regénéré                             | no 9885              |
| Échallon                                                 | La Montagne                                    | no 12382             |
| Ferney                                                   | Ferney-Voltaire                                | no 13700             |
| Lagnieu                                                  | Fontaine-d'Or                                  |                      |
| Lilia (rattaché à Matafelon-Granges)                     | Marat                                          |                      |
| Montanges                                                | Leplateau                                      |                      |
| Montréal-la-Cluse                                        | Delilia-de-Crose                               |                      |
| Montréal-la-Cluse                                        | Senoche                                        |                      |
| Montrevel-en-Bresse                                      | Mont-Uni                                       |                      |
| Neuville-les-Dames                                       | Neuville-sur-Renon                             |                      |
| Rignieu-le-Désert (rattaché à Chazey-sur-Ain)            | Reyment                                        |                      |
| Rignieux-le-Franc                                        | Rignieux-sur-Toison                            |                      |
| Saint-Alban                                              | Alban-sur-Cerdon                               |                      |
| Saint-Alban                                              | Laroche                                        |                      |
| Saint-André-le-Bouchoux                                  | Bouchoux-sur-Irance                            |                      |
| Saint-André-le-Bouchoux                                  | Commune-Irance                                 |                      |
| Saint-André-le-Bouchoux                                  | Irance                                         |                      |
| Saint-André-d'Huiriat                                    | Huyriat                                        |                      |
| Saint-André-de-Bâgé                                      | La Giraudière                                  |                      |
| Saint-André-de-Corcy                                     | Corcy                                          |                      |
| Saint-André-sur-Vieux-Jonc                               | Curtablanc                                     |                      |
| Saint-André-sur-Vieux-Jonc                               | Vieux-Jonc                                     |                      |
| Saint-Bénigne                                            | Mont-Libre                                     |                      |
| Saint-Benoît                                             | Gland                                          |                      |
| Saint-Benoît                                             | Seyssieu                                       |                      |
| Saint-Bernard                                            | Mont-Bernard                                   |                      |
| Saint-Bois                                               | Fromental                                      |                      |
| Saint-Christophe-de-Relevant (rattaché à Relevant)       | Unité                                          |                      |
| Saint-Cyr-de-Relevant (rattaché à Relevant)              | Relevant                                       |                      |
| Saint-Cyr-sur-Menthon                                    | Menthon                                        | no 11458             |
| Saint-Denis-en-Bugey                                     | Chausson d'Albarine (ou Le Chosson d'Albarine) |                      |
| Saint-Denis-lès-Bourg                                    | Commune-Gaillard                               |                      |
| Saint-Denis-lès-Bourg                                    | Gaillard                                       |                      |
| Saint-Didier-d'Aussiat                                   | Aussiat                                        |                      |
| Saint-Didier-de-Formans                                  | Formans-la-Montagne                            |                      |
| Saint-Didier-sur-Chalaronne                              | Pressignac - Prisciniac                        |                      |
| Saint-Éloi                                               | Éloi-sur-Longevent                             |                      |
| Saint-Étienne-du-Bois                                    | Mont-du-Bois (ou Mont-sur-Bois)                |                      |
| Saint-Étienne-sur-Chalaronne                             | Chalaronne                                     |                      |
| Saint-Étienne-sur-Reyssouze                              | Mont-Reyssouze                                 |                      |
| Saint-Genis-Pouilly                                      | Commune-du-Centre                              |                      |
| Saint-Genis-Pouilly                                      | Lecentre                                       |                      |
| Saint-Genis-sur-Menthon                                  | Genis-sur-Menthon                              |                      |
| Saint-Georges-sur-Renon                                  | Georges-sur-Renom                              |                      |
| Saint-Germain-de-Joux                                    | Combet                                         |                      |
| Saint-Germain-de-Joux                                    | Joux-la-Montagne                               |                      |
| Saint-Germain-de-Béard (rattaché à Béard-Géovreissiat)   | La Plaine                                      |                      |
| Saint-Germain-les-Paroisses                              | Mont-Challière                                 |                      |
| Saint-Germain-les-Paroisses                              | Mont-les-Paroisses                             |                      |
| Saint-Germain-sur-Renon                                  | Mont-Blanc-sur-Renon                           |                      |
| Saint-Jean-de-Niost                                      | Niost                                          |                      |
| Saint-Jean-de-Gonville                                   | Verny (ou Verny-Regénéré)                      |                      |
| Saint-Jean-de-Thurigneux                                 | Ligneux                                        |                      |
| Saint-Jean-le-Vieux                                      | Vieux-d'Oizellon (ou Vieux-d'Oisellon)         | no 32576             |
| Saint-Jean-sur-Reyssouze                                 | Mont-Fleury-sur-Reyssouze                      |                      |
| Saint-Jean-sur-Veyle                                     | Chavagnat-sur-Veyle                            |                      |
| Saint-Jérôme                                             | Vinavaux                                       | no 32598             |
| Saint-Julien-sur-Reyssouze                               | Unité-de-Reyssouze (ou Unité-sur-Reyssouze)    |                      |
| Saint-Julien-sur-Veyle                                   | Bourban (ou Bourban-sur-Veyle)                 |                      |
| Saint-Just                                               | La Fougère                                     |                      |
| Saint-Laurent-lès-Mâcon (devenu Saint-Laurent-sur-Saône) | Ain-sur-Saône                                  |                      |
| Saint-Laurent-lès-Mâcon (devenu Saint-Laurent-sur-Saône) | Ain-Saône (ou Commune-d'Ain-sur-Saône)         |                      |
| Saint-Laurent-lès-Mâcon (devenu Saint-Laurent-sur-Saône) | Port-de-l'Ain (ou Port-d'Ain)                  |                      |
| Saint-Marcel                                             | Marcel                                         |                      |
| Saint-Martin-de-Bavel                                    | Bavel                                          |                      |
| Saint-Martin-du-Fresne                                   | Le Montoux                                     |                      |
| Saint-Martin-du-Fresne                                   | Montfresne (ou Mont-du-Fresne)                 |                      |
| Saint-Martin-du-Mont                                     | Bellevue                                       |                      |
| Saint-Martin-du-Mont                                     | Mont-Bel-Air                                   |                      |
| Saint-Martin-le-Châtel                                   | Reyssouzet                                     |                      |
| Saint-Maurice-d'Échazeaux                                | Conflans                                       |                      |
| Saint-Maurice-d'Échazeaux                                | Échazeaux                                      |                      |
| Saint-Maurice-d'Échazeaux                                | Échazeaux-de-la-Roche                          |                      |
| Saint-Maurice-de-Beynost                                 | Commune-la-Fontaine                            |                      |
| Saint-Maurice-de-Beynost                                 | La Fontaine                                    |                      |
| Saint-Maurice-de-Beynost                                 | Maurice-la-Fontaine                            |                      |
| Saint-Maurice-de-Rémens                                  | Reyment                                        |                      |
| Saint-Maurice-de-Gourdans                                | Gourdans-la-Rivière                            |                      |
| Saint-Nizier-le-Désert                                   | Désert-Défriché                                |                      |
| Saint-Nizier-le-Bouchoux                                 | Nizier-la-Liberté                              |                      |
| Saint-Paul-de-Varax                                      | Bataillard-sur-Vieux-Jonc                      |                      |
| Saint-Paul-de-Varax                                      | Commune-sur-Vieux-Jonc                         |                      |
| Saint-Paul-de-Varax                                      | Vieux-Jonc                                     |                      |
| Saint-Rambert-en-Bugey                                   | Montferme (ou Mont-ferme)                      | no 34383             |
| Saint-Rémy                                               | Bellevue-sur-Veyle                             |                      |
| Saint-Sorlin-en-Bugey                                    | Belle-Fontaine                                 |                      |
| Saint-Sulpice                                            | Sulpice                                        |                      |
| Saint-Trivier-de-Courtes                                 | Val-Libre                                      |                      |
| Saint-Trivier-sur-Moignans                               | Pont-Moignans                                  |                      |
| Saint-Vulbas                                             | Claire-Fontaine (ou Claires-Fontaines)         |                      |
| Sainte-Croix                                             | Commune-sur-Sereine (ou Commune-Sereine)       |                      |
| Sainte-Croix                                             | Rivière-sur-Sereine                            |                      |
| Sainte-Croix                                             | Sereine                                        |                      |
| Sainte-Euphémie                                          | Les Balmes                                     |                      |
| Sainte-Julie                                             | Falerne                                        |                      |
| Sainte-Olive                                             | L'Olivier                                      |                      |
| Sonthonnax-la-Montagne                                   | Lineuse                                        |                      |
| Sonthonnax-le-Vignoble (rattaché à Serrières-sur-Ain)    | Puperon                                        |                      |
| Villeneuve                                               | Montneuf                                       |                      |
| Villeneuve                                               | Villeneuve-la-Montagne                         |                      |
| Villereversure                                           | Suran                                          |                      |
| Virieu-le-Grand                                          | Virieu-la-Montagne                             |                      |